# Buiikikaesu
Buiikikaesu (ぶっ生き返す) es el quinto disco de la banda de funk-punk-metal, Maximum The Hormone, lanzado el 14 de marzo de 2007 bajo el sello Vap Records.
La fama de este disco es mucho mayor que la de los anteriores, dado un poco al estilo más pesado, las apariciones en series de anime y la mezcla aún más inusual de estilos combinando el propio metalcore con melodías pop. Además gracias al disco logran actuar en televisión, diversos festivales y marcar récords. Buiikikaesu! consiguió el quinto puesto en la lista Oricon, vendiendo más de 70 000 copias y 250 000 en todo el mundo. Gracias al sencillo Koi No Mega Lover, que logró ocupar varias veces el top-ten musical en Japón.
Este disco cuenta con las dos canciones que aparecieron en la serie japonesa Death Note llamadas "What's up, people?!" (segundo opening) y "Zetsubou Billy" (segundo ending) y la canción que apareció en la serie Akagi llamada con el mismo nombre, "Akagi" (primer ending) .

## Lista de canciones
Todas las letras escritas por Maximum the Ryo.
| N.º | Título | Duración |  |
| 1.  | «Bu-ikikaesu!!» (ぶっ生き返す!! Up from the Ashes!!)                                                                                                  | 3:54     |  |
| 2.  | «Zetsubōu Billy» (絶望ビリー Billy in Despair) | 3:44     |  |
| 3.  | «Kuso Breakin' Nō Breakin' Lily» (糞ブレイキン脳ブレイキン・リリィー Shit Breakin' Brain Breakin' Lily)                                               | 4:16     |  |
| 4.  | «Louisiana Bob» (ルイジアナ・ボブ) | 3:40     |  |
| 5.  | «Policeman Benz» (ポリスマンベンツ) | 4:09     |  |
| 6.  | «Black ¥ Power G-Men Spy» (ブラック￥パワーGメンスパイ)                                                                                               | 2:27     |  |
| 7.  | «Akagi» (アカギ) | 2:16     |  |
| 8.  | «Kyōkatsu» (恐喝〜Kyokatsu〜 Blackmail~Kyokatsu~) | 3:36     |  |
| 9.  | «Bikini Sports Ponchin» (ビキニ・スポーツ・ポンチン)                                                                                                  | 3:56     |  |
| 10. | «What's Up, People?!» (人物、ワッツ·アップ！) | 4:10     |  |
| 11. | «Chū Chū Lovely Muni Muni Mura Mura Purin Purin Boron Nururu Rero Rero» (チューチュー ラブリー ムニムニ ムラムラ プリンプリン ボロン ヌルル レロレロ) | 3:06     |  |
| 12. | «Shimi» (シミ Bristletail of Soul) | 4:17     |  |
| 13. | «Koi no Mega Lover» (恋のメガラバ Mega Lover of Love)                                                                                                 | 5:27     |  |
| 14. | «(Pista oculta)» | 0:23     |  |

## Formación
- Daisuke Tsuda (ダイスケはん) - vocalista screamer
- Ryu Kawakita (Maximum the Ryu マキシマムザ亮君) - guitarra y vocalista melódico
- Futoshi Uehara (上ちゃん) - bajo y voz de fondo
- Nawo Kawakita (ナヲ) - batería y vocalista

## Video Clips
- "Buiikikaesu!!" (ぶっ生き返す!!)
- "What's up, people?!"
- "Zetsubou Billy" (絶望ビリー)
- "Koi no Megalover" (恋のメガラバ)
- "Bikini. Sports. Ponchin'" (ビキニ・スポーツ・ポンチン)